# يو رزاق
عبد الرزاق أو يو رزاق (يو في الأسماء البورمية تعني شريف) (يناير 1898 - 19 يوليو 1947)، كان سياسيا وتربويا بورميًا. كان وزيرًا في حكومة أونغ سان المؤقتة قبل الاستقلال، وتم اغتياله في 19 يوليو 1947 مع ستة وزراء آخرين. ويحتفل بيوم 19 يوليو كل عام باعتباره يوم الضحايا في ميانمار. كان رزاق وزيرًا للتعليم والتخطيط الوطني، وكان رئيسًا للمؤتمر الإسلامي البورمي. ولد عبد الرزاق في ميكتيلا، بورما العليا، في 20 كانون الثاني / يناير 1898، والده هو شيخ عبد الرحمن، مفتش شرطة من أصول هندية وأمه امرأة بوذية من قومية البامار تُدعى نيين هلا. في حين اختار إخوته وأخواته أن يكونوا بوذيين، حافظ رزاق على دينه الإسلامي واسمه، تكريمًا لأبيه. وعلى الرغم من كونه مسلمًا، كان رزاق علمانيًا يحب بشدة بورما وشجع الوحدة في التنوع. درس في مدرسة ويسليان في ماندالاي، وواصل دراسته في كلية رانجون، وحصل على درجة البكالوريوس في اللغة الإنجليزية. طوال سنوات دراسته، شارك رزاق في ألعاب القوى. في عام 1920، كان رزاق رائدًا في تنظيم أول مقاطعة طلابية بورمية لنظام التعليم الاستعماري البريطاني. في عام 1921، أصبح مدير مدرسة ماندالاي الثانوية الوطنية. كانت الكاريزما الطبيعية لرزاق فعالة في إقناع المندلايين. كانت ماندالاي، حيث يدرس، مركزًا للثقافة والثقافة البوذية البورمية. إلا أن رزاق، ذات الأصل الهندي البورمي، كان مقبولًا تمامًا من قبل المجتمع. عندما غزت اليابان بورما في الحرب العالمية الثانية، سجن.
في عام 1945، عين عبد الرزاق رئيسًا لفرع ماندالاي لرابطة الحرية الشعبية المناهضة للفاشية، وانتخب عضوًا في البرلمان لتمثيل ماندالاي. وكان وزيرًا للتعليم والتخطيط الوطني في مجلس الوزراء أونغ سان. توفي في 19 يوليو 1947 مع ستة أعضاء آخرين في الحكومة.
بدأ عبد الرزاق يدعو للوحدة بين البورميين المسلمين والبوذيين. على الرغم من كونه مسلما، إلا أنه حافظ على العلاقات مع البوذية، وتعلم لغة بالي، والنصوص البوذية ثيرافادا، وساعد على إنشاء كلية ماندالاي (جامعة ماندالاي الحديثة). وخلف رزاق ثلاثة أبناء.